# Tridensa sulawensis
Tridensa sulawensis is een hydroïdpoliep uit de familie Rhodaliidae. De poliep komt uit het geslacht Tridensa. Tridensa sulawensis werd in 2005 voor het eerst wetenschappelijk beschreven door Hissman. 